# Polyboea zonaformis
Polyboea zonaformis is een spinnensoort in de taxonomische indeling van de kraamwebspinnen (Pisauridae).
Het dier behoort tot het geslacht Polyboea. De wetenschappelijke naam van de soort werd voor het eerst geldig gepubliceerd in 1993 door Jia-Fu Wang.